# Pieter Boddaert
Pieter Boddaert (Middelburg, 1730 vagy 1733 – Utrecht, 1795. május 6.) holland orvos, biológus és ornitológus. Zoológiai szakmunkákban nevének rövidítése: „Boddaert”.
Boddaert az azonos nevű middelburgi jogász és költő, id. Pieter Boddaert (1694–1760) fiaként született Middelburgban. Az Utrechti Egyetemen szerzett diplomát 1764-ben, majd ott a természetismeret előadója lett. Tizennégy levele maradt fent a Carl von Linnével folytatott levelezéséből, az 1768 és 1775 közti időszakból. Egyik barátja volt Albert Schlosser, akinek ő írta le a természettudományos különlegességekből álló gyűjteményét. 1783-ban azonosító kulcsot készített Edmé-Louis Daubenton rézmetszetes ábráihoz, tudományos nevekkel is ellátva az egyes metszeteket. Miután sok esetben az általa ajánlott elnevezés volt az adott faj első tudományos neve, ezek egy része használatban maradt.
1771-ben a Leopoldina Német Természettudományos Akadémia tagjává választották.
1785-ben jelentette meg Elenchus Animalium című könyvét, amelyben először alkalmazott binomiális elnevezéseket számos emlősfajra, köztük a kvaggára és a tarpánra.

## Fordítás
- Ez a szócikk részben vagy egészben  a   Pieter Boddaert című angol Wikipédia-szócikk fordításán alapul.  Az eredeti cikk szerkesztőit annak laptörténete sorolja fel. Ez a jelzés csupán a megfogalmazás eredetét és a szerzői jogokat jelzi, nem szolgál a cikkben szereplő információk forrásmegjelöléseként.